# Bosque seco mediterráneo y matorral suculento de acacias y erguenes
El bosque seco mediterráneo y matorral suculento de acacias y erguenes es una ecorregión de la ecozona paleártica, definida por WWF, que se extiende por el suroeste de Marruecos, el noroeste del Sahara Occidental, el oeste de Argelia y las islas de Lanzarote y Fuerteventura.

## Descripción
Es una ecorregión de bosque mediterráneo que ocupa 100.500 kilómetros cuadrados en la llanura costera atlántica del suroeste de Marruecos, en el valle del río Souss y más concretamente en el parque nacional de Sus-Masa. También en el extremo norte de la costa del Sahara Occidental, la llanura de Haouz-Tadla, los valles del Souss y del Draa, y el extremo oeste del Gran Atlas y del Anti Atlas; y está presente también en la provincia argelina de Tinduf y en las islas Canarias más orientales: Lanzarote, Fuerteventura y los islotes asociados: archipiélago Chinijo e isla de Lobos.
Lanzarote y Fuerteventura se incluyen en esta ecorregión debido a que, dada su naturaleza árida y poco montañosa, son más semejantes a la vecina región continental africana que al resto de las Canarias.

## Flora

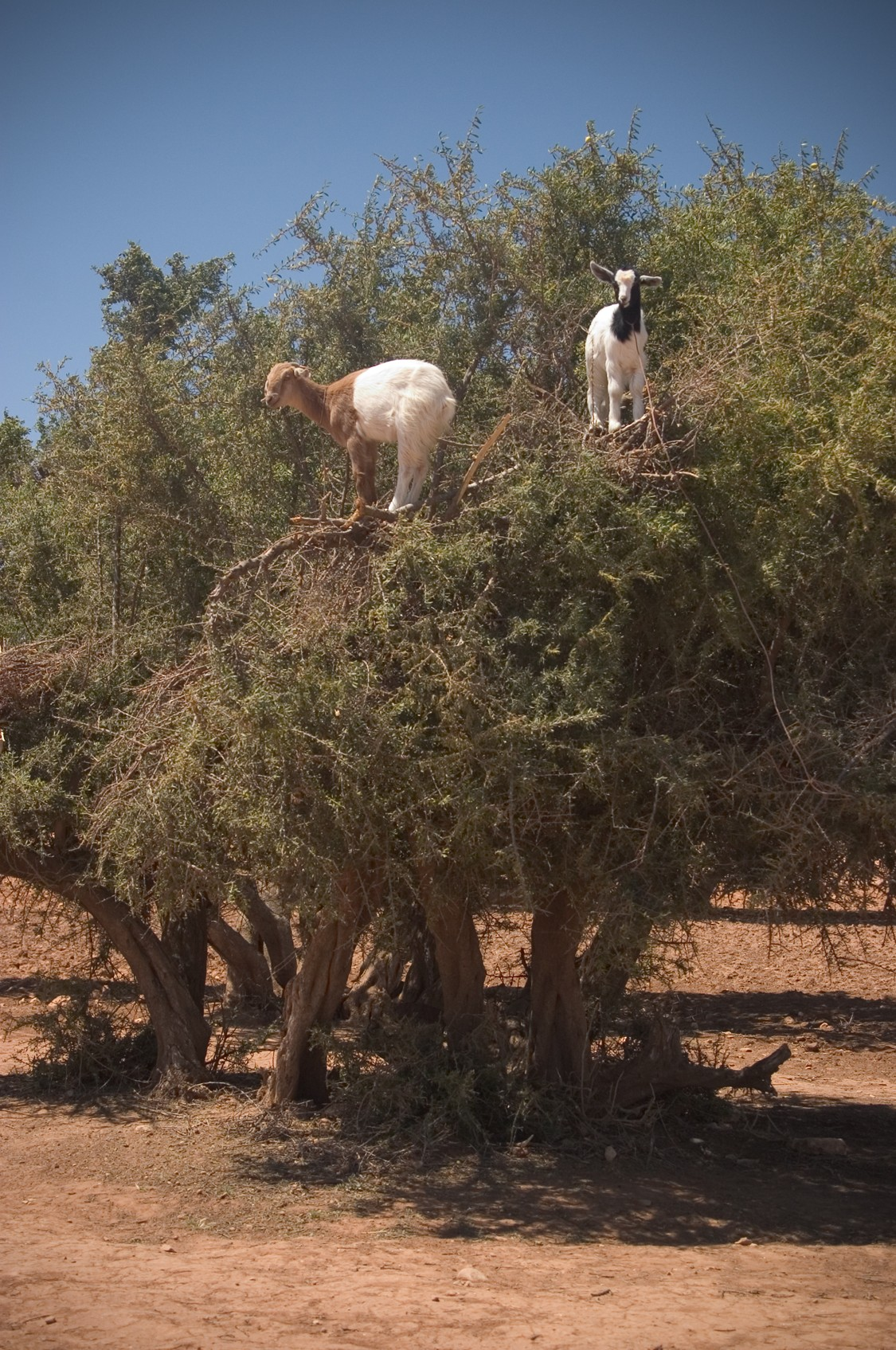
Cabras sobre un argán.

Las principales comunidades vegetales de la ecorregión son bosques de la sapotácea llamada erguén o argán (Argania spinosa), acompañada de acacias, y matorral suculento dominado por euforbias.
El mejor ejemplo de estas comunidades se encuentra en el valle del Souss y se da también en el parque nacional de Sus-Masa

## Fauna
La parte continental de la ecorregión alberga una fauna muy diversa, donde se mezclan especies paleárticas y afrotropicales.
En el parque nacional de Sus-Masa se encuentra la única población viable del Ibis eremita en libertad, aunque no se trata de una especie característica de este hábitat sí se puede considerar que ha encontrado en esta área su último refugio.

## Endemismos

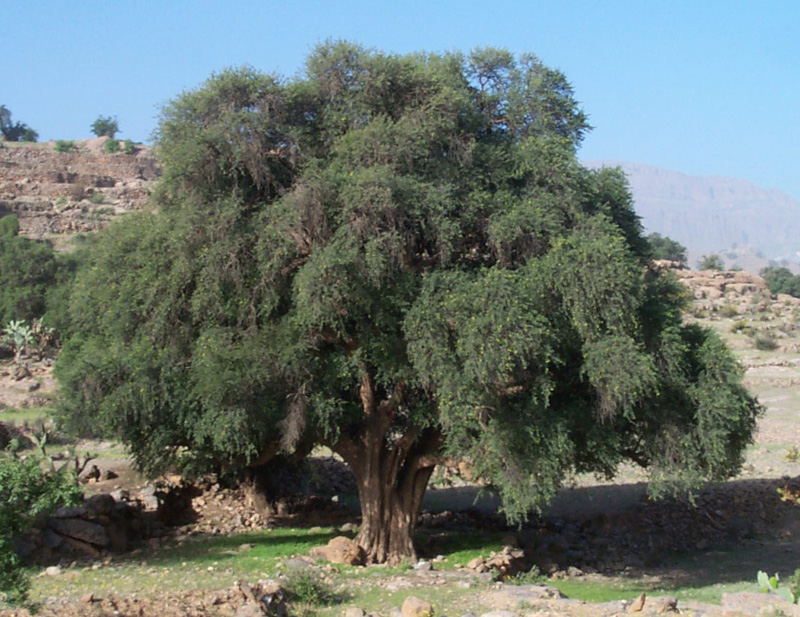
Árbol de argán

Muchos de los endemismos se encuentran en las islas de Lanzarote y Fuerteventura por su carácter insular.
Sin embargo, la parte continental, representada particularmente en la zona de Sus-Masa, tiene numerosos endemismos botánicos y zoológicos, entre los que destacan un gran número de escíncidos.
Los dragos son especies endémicas de este ecosistema y el argán es el único representante de las sapotáceas en todo el paleártico.

## Estado de conservación
En peligro crítico.
En la zona continental, el sistema de áreas protegidas es aún incipiente, y los recursos naturales son fundamentales para la población rural. Destaca en particular el parque nacional de Sus-Masa corazón de la Reserva de la Biosfera Arganeraie.
Por su parte, las islas Canarias tienen un sistema bien establecido de áreas protegidas, pero la biodiversidad se encuentra amenazada por el turismo.